# Candy Miller

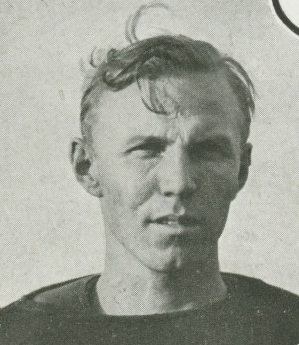
Imagem do ex-jogador de futebol americano estadunidense Candy Miller.

Candy Miller foi um jogador de futebol americano estadunidense que foi campeão da Temporada de 1922 da National Football League jogando pelo Canton Bulldogs.